# Strahinja Kerkez
Strahinja Kerkez (* 13. Dezember 2002 in Belgrad, BR Jugoslawien, heute Serbien) ist ein zyprischer Fußballspieler bosnischer Abstammung.

## Karriere

### Verein
Kerkez begann seine Karriere bei AEL Limassol. Zur Saison 2020/21 rückte er in den Profikader von Limassol. Im November 2020 debütierte er in der First Division, als er am elften Spieltag jener Saison gegen Anorthosis Famagusta in der Startelf stand. Bis Saisonende kam er zu zwölf Einsätzen für Limassol in der höchsten zyprischen Spielklasse.
Zur Saison 2021/22 wechselte Kerkez nach Österreich zum LASK, bei dem er allerdings zunächst für das zweitklassige Farmteam FC Juniors OÖ zum Einsatz kommen sollte. Für den LASK kam er nie zum Einsatz, für die Juniors absolvierte er sieben Partien in der 2. Liga. Bereits nach einer Spielzeit in Österreich wechselte der Innenverteidiger zur Saison 2022/23 in die Slowakei zum FK AS Trenčín.

### Nationalmannschaft
Kerkez spielte 2020 zweimal für die zyprische U-19-Auswahl. Im März 2021 debütierte er gegen Griechenland im U-21-Team.

## Persönliches
Sein Vater Dušan (* 1976) war bosnischer Nationalspieler und kam 2007 als Spieler nach Zypern, wo er später auch Trainer wurde; so verhalf er als Coach von AEL Strahinja zu seinem Profidebüt.